# Sistema de horas de trabalho 996
O sistema de horas de trabalho 996 é um horário de trabalho praticado por algumas empresas na República Popular da China. Seu nome deriva da exigência de que os funcionários trabalhem das 9h às 21h, 6 dias por semana, ou seja, 72 horas por semana. Várias empresas de internet da China continental adotaram esse sistema como seu horário oficial de trabalho. Os críticos argumentam que o sistema de horas de trabalho 996  é uma violação da lei chinesa e o chamam de "escravidão moderna".
Em março de 2019, um protesto "anti-996" foi lançado via GitHub. Em 2021, um estudo acadêmico de instituições chinesas reconheceu pela primeira vez a existência de "culturas de trabalho excessivo como '996'".
996 foi considerado ilegal pelo Supremo Tribunal Popular da China em 27 de agosto de 2021.

## História
A cultura de horas extras tem uma longa história nas empresas de TI chinesas, onde o foco é tipicamente na velocidade e na redução de custos. As empresas empregam uma série de medidas, como o reembolso das tarifas de táxi para os funcionários que permanecem trabalhando no escritório até tarde da noite, para incentivar o trabalho extra.
Em 2020, um estudo descobriu que “as empresas chinesas são mais propensas a seguir longas horas de trabalho do que as americanas”.
Em 2021, pela primeira vez, um estudo chinês reconheceu a existência de “culturas de trabalho excessivo como 996” a tal ponto que, se não corrigidas, podem diluir os ganhos da política de dupla circulação da China.

### Legislação pertinente
Capítulo 4 Artigo 36. O Estado praticará um regime de horário de trabalho em que os trabalhadores não trabalhem mais de oito horas por dia e não mais de 44 horas por semana em média.
Artigo 41. O empregador pode prolongar o horário de trabalho por necessidade da produção ou das empresas, após consulta ao seu sindicato e trabalhadores. A jornada de trabalho a ser prolongada, em geral, não poderá ser superior a uma hora por dia, ou não superior a três horas por dia, se tal prolongamento for requerido por motivos especiais e sob a condição de que a saúde física dos trabalhadores seja garantida. O tempo de trabalho a ser prolongado não deve exceder, no entanto, 36 horas por mês.
Artigo 44. O empregador pagará aos trabalhadores remunerações superiores às do trabalho normal, de acordo com as seguintes normas, em qualquer um dos seguintes casos:
(1) Pagamentos de salários aos trabalhadores não inferiores a 150 por cento de seus salários se os trabalhadores forem solicitados a trabalhar mais horas; (2) Pagamentos de salários aos trabalhadores não inferiores a 200 por cento de seus salários se nenhum descanso puder ser providenciado posteriormente para os trabalhadores solicitados a trabalhar nos dias de descanso; (3) Pagamentos de salários aos trabalhadores não inferiores a 300 por cento de seus salários se os trabalhadores forem solicitados a trabalhar em feriados legais.
Capítulo 12 Art. 90 Se o empregador prolongar a jornada de trabalho em desacordo com o disposto nesta Lei, os departamentos administrativos do trabalho podem adverti-lo, ordenar a correção e aplicar multa.
Artigo 91. O empregador envolvido em qualquer dos seguintes casos que atentem contra os direitos e interesses legítimos dos trabalhadores é intimado pelos serviços administrativos do trabalho a pagar aos trabalhadores remunerações salariais ou a compensar perdas económicas, podendo ainda ordenar o pagamento de indemnizações:

 (2) Recusa em pagar aos trabalhadores remunerações salariais por trabalharem mais horas;

## Protestos online

### Campanha do GitHub

Logo do projeto Anti-996 noGitHub

Em 26 de março de 2019, o repositório e o site da 996.UTI foram criados. O repositório no GitHub afirma que o nome "996.icu" refere-se a como os desenvolvedores que trabalham no sistema 996 (9h-21h, 6 dias por semana) arriscariam problemas de saúde e uma possível permanência em uma unidade de terapia intensiva. O slogan do movimento é "a vida dos desenvolvedores importa".
Dois dias depois, em 28 de março de 2019, o repositório já havia recebido 50 mil estrelas e 100 mil estrelas em 30 de março de 2019, o que o tornou o principal repositório de tendências no GitHub. A enxurrada de atividades fez com que a página de "problemas" do repositório fosse inundada com spam e encerrada, o que foi muito discutido no Zhihu, Sina Weibo e WeChat.